# Spencer House

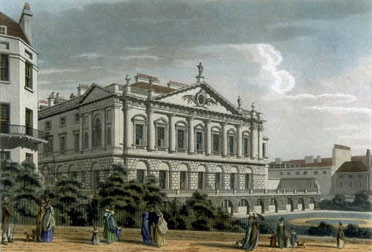
Veduta della casa, 1800 circa

Spencer House è una dimora storica situata al 27 di St James's Place nell'area di St James a Londra. La casa è classificata di grado I nella lista del patrimonio nazionale dell'Inghilterra.

## Storia
Fu commissionata nel 1756 da John Spencer (che in seguito divenne il primo conte Spencer), poiché aveva bisogno di una grande residenza a Londra per aumentare la sua posizione e il suo status. L'architetto che scelse fu John Vardy, che aveva studiato con William Kent. Vardy progettò le facciate del palazzo che vediamo oggi.
Nel 1758, James "Athenian" Stuart, che aveva studiato i valori arcadici dell'architettura greca antica, sostituì Vardy come architetto del progetto. Come diretta conseguenza di ciò, Spencer House doveva avere autentici dettagli greci nella decorazione interna, e così divenne uno dei primi esempi a Londra dello stile neoclassico.
Come dimora dei successivi conti e contesse Spencer, le sale della casa divennero un teatro per il corteo che era l'alta società londinese. I membri della famiglia Spencer occuparono la villa ininterrottamente fino al 1895, quando la casa fu affittata. Gli Spencer tornarono per un breve periodo durante il primo quarto del XX secolo, dopodiché la casa fu affittata più volte come club o uffici. Durante la Battaglia d'Inghilterra della seconda guerra mondiale, venne spoliata dei suoi pochi tesori autentici rimasti, mobili appositamente realizzati e caminetti.

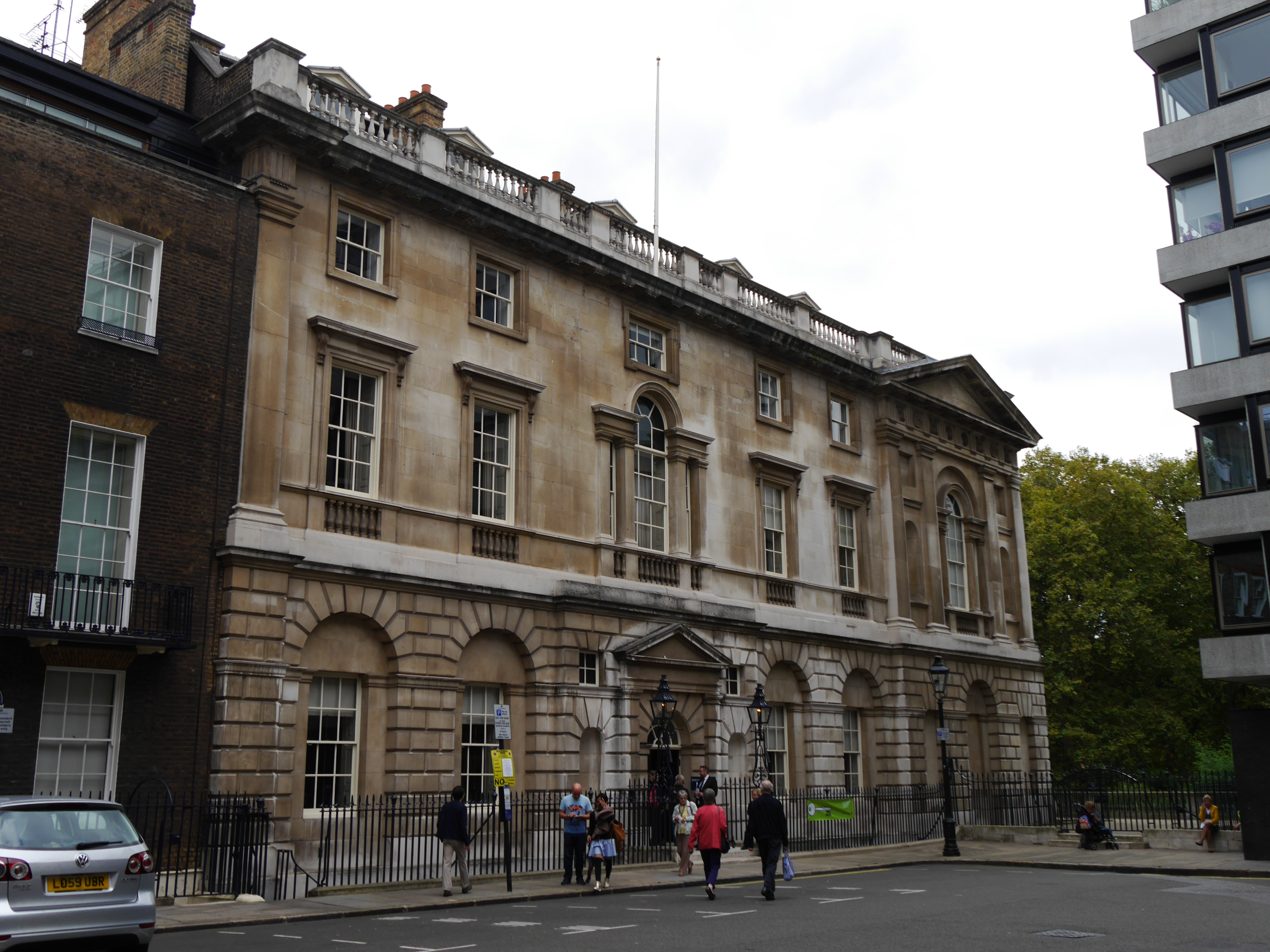
Il lato nord di Spencer House, con la porta d'ingresso su St James's Place

Spencer House rimane di proprietà dei Conti Spencer, l'attuale proprietario è Charles Spencer, IX Conte Spencer, fratello di Diana, Principessa del Galles. Tuttavia, dalla seconda guerra mondiale, la casa è stata continuamente affittata. Nel 1948 fu affittata alla casa d'aste Christie's, nel 1956 alla British Oxygen Company e nel 1963 all'Economist Intelligence Unit.
Nel 1986, RIT Capital Partners, l'azienda familiare di Jacob Rothschild, IV barone Rothschild, si è assicurata un contratto di locazione di 96 anni (con un'opzione aggiuntiva di 24 anni). Dopo un importante  restauro, le sale di rappresentanza e il giardino sono stati riportati al loro aspetto originale. Il contratto di locazione di Spencer House è stato valutato 35 milioni di sterline nella relazione annuale 2017 di RIT Capital Partners.
Insieme a Lancaster House, Bridgewater House, Dudley House e Apsley House, Spencer House è una delle ultime delle tante residenze aristocratiche che un tempo adornavano il centro di Londra.